# Kees van Renssen

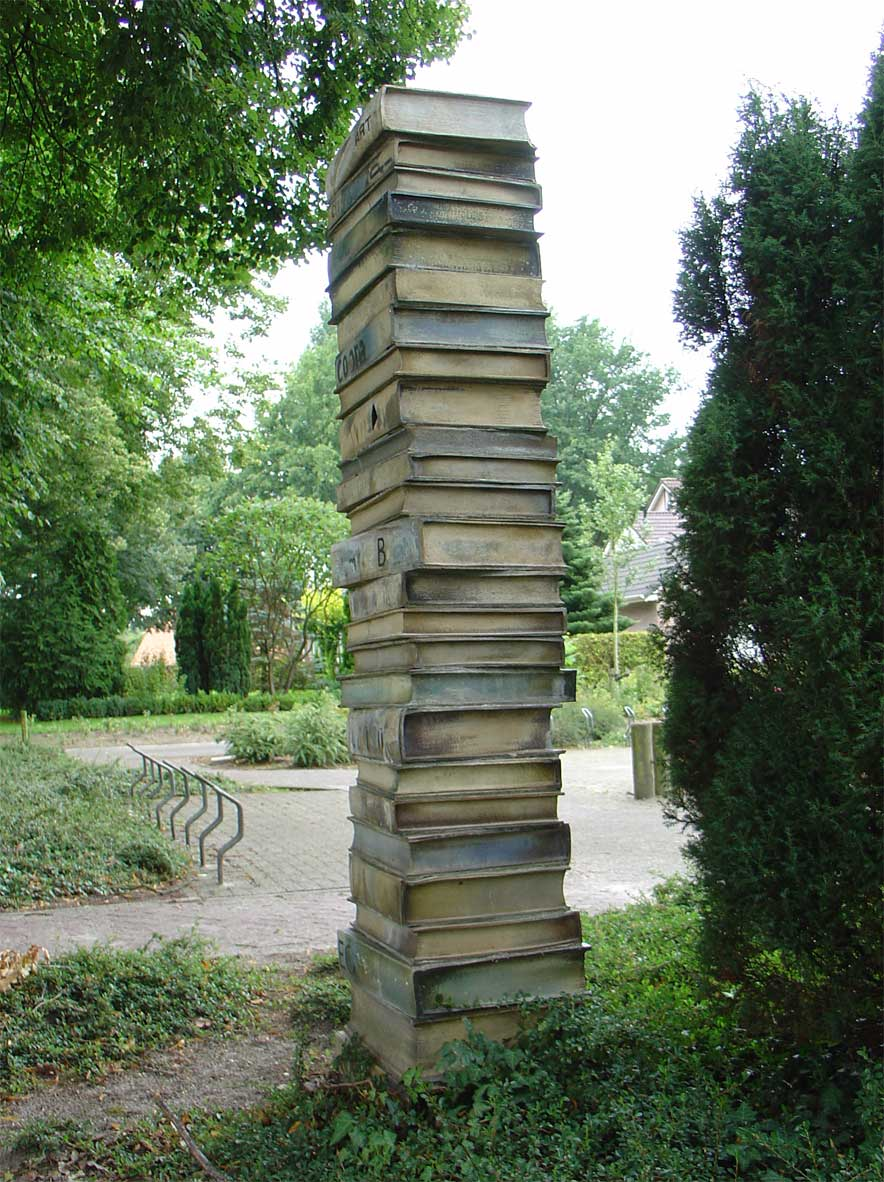
Zonder titel (1985), bibliotheek, Gieten

Cornelis Willem Frederik (Kees) van Renssen (Delft, 4 oktober 1941) is een Nederlandse beeldhouwer en keramist.

## Leven en werk
Van Renssen kreeg van 1959 tot 1963 zijn opleiding tot keramist aan het Instituut voor Kunstnijverheidsonderwijs in Amsterdam. In die periode werkte hij voor De Porceleyne Fles te Delft. Al direct na zijn opleiding exposeerde hij in 1963 in het Haags Gemeentemuseum. Naast beeldend kunstenaar was hij ook als docent werkzaam onder andere aan de Academie Minerva te Groningen. Hij werkte achtereenvolgens in Delft, Nijeholtpade, Hijkersmilde, Zorgvlied (Drenthe) en sinds 2009 in Seynes in Frankrijk.

## Werken (selectie)
- Joods monument (1987), Leeuwarden
- Oorlogsmonument Opengescheurde Archiefdoos (1985), Markt, Emmen
- Zonder Titel (1985), bibliotheek, Gieten [3]
- Transport (1980), Joods Historisch Museum, Amsterdam
- Keramisch vlak - Schouwburg Meppel
- Wandkeramiek - Reestoeverschool Meppel